# Церква Богородиця Левішка
Церква Богородиці Левішкі (серб. Богородица Љевишка) — православна церква, що перебуває на території частково визнаної республіки Косово, в місті Прізрен.

## Історія церкви
Церква розташовується на півдні Косово і Метохії у старій частині містіа Прізрен. Церква Богородиці Левішки є однією з найгарніших сербських середньовічних церков та яскравим прикладом оригінального архітектурного задуму. Фрески створені приблизно між 1307–1313 роками. Їх стиль близький до константинопольського. Розписували храм грецькі майстри Михайло Астрапа та Євтихій із Салоніків. Перлиною храмового розпису церкви є ікона XIII століття — Матір Божа Милуюча, на якій зображено Богоматір з Богонемовлям та кошиком в руці, повної хліба. З кошика Богонемовля дістає хліб і роздає нужденним. Дана фреска-ікона шанується віруючими як чудотворна.
У 2006 році церква була зарахована до переліку об'єктів Всесвітньої Спадщини ЮНЕСКО. У 2006 році вона була зарахована до списку всесвітньої спадщини, що перебуває під загрозою через можливі атаки албанських бойовиків. Знаходиться під захистом КФОР.